# Karelsk spets
Karelsk spets är en vävteknik med plockad mönsterbård där varptrådarna snos om varandra. Särskilt vanlig i bordsdukar och gardiner. Eftersom mönstret åstadkommer håligheter blir kanten på väven ojämn. Ett alternativ är att flytta in mönsterbården en bit på tyget och avstå från att plocka sidorna. Varje sida fordrar då en extra skyttel för att fylla ut med inslag där mönstret skapat glipor.
Formen av spets är typisk för den karelska folkkonsten, vilket givit upphov till namnet på tekniken.
|  |  |